# العلاقات الألبانية البوتانية
العلاقات الألبانية البوتانية هي العلاقات الثنائية التي تجمع بين ألبانيا وبوتان.

## مقارنة بين البلدين
هذه مقارنة عامة ومرجعية للدولتين:
| وجه المقارنة                                              | ألبانيا                                                    | بوتان          |
| --------------------------------------------------------- | ---------------------------------------------------------- | -------------- |
| المساحة (كم2)                                             | 28.75 ألف                                                  | 38.39 ألف      |
| عدد السكان (نسمة)                                         | 3.02 مليون                                                 | 807.61 ألف     |
| الكثافة السكانية (ن./كم²)                                 | 105.04                                                     | 21.04          |
| العاصمة                                                   | تيرانا                                                     | تيمفو          |
| اللغة الرسمية                                             | اللغة الألبانية                                            | لغة دزونكا     |
| العملة                                                    | ليك ألباني                                                 | نغولترم بوتاني |
| الناتج المحلي الإجمالي (بليون دولار)                      | 13.04 مليار                                                | 2.51 مليار     |
| الناتج المحلي الإجمالي (تعادل القوة الشرائية) بليون دولار | 33.17 مليار                                                | 6.49 مليار     |
| الناتج المحلي الإجمالي الاسمي للفرد دولار أمريكي          | 3.94 ألف                                                   | 2.66 ألف       |
| الناتج المحلي الإجمالي للفرد دولار أمريكي                 | 11.11 ألف                                                  | 7.82 ألف       |
| مؤشر التنمية البشرية                                      | 0.764                                                      | 0.605          |
| رمز المكالمات الدولي                                      | +355                                                       | +975           |
| رمز الإنترنت                                              | .al                                                        | .bt            |
| المنطقة الزمنية                                           | توقيت وسط أوروبا، ت ع م+01:00، ت ع م+02:00، أوروبا/تيرانا ‏ | ت ع م+06:00    |

## منظمات دولية مشتركة
يشترك البلدان في عضوية مجموعة من المنظمات الدولية، منها:
| علم المنظمة | اسم المنظمة                        | تاريخ انضمام ألبانيا | تاريخ انضمام بوتان |
| ----------- | ---------------------------------- | -------------------- | ------------------ |
|             | الاتحاد البريدي العالمي            | ?                    | ?                  |
|             | مؤسسة التنمية الدولية              | 15 أكتوبر 1991       | 28 سبتمبر 1981     |
|             | منظمة حظر الأسلحة الكيميائية       | ?                    | ?                  |
|             | الأمم المتحدة                      | 14 ديسمبر 1955       | 21 سبتمبر 1971     |
|             | وكالة ضمان الاستثمار متعدد الأطراف | 15 أكتوبر 1991       | 21 أكتوبر 2014     |
|             | منظمة الشرطة الجنائية الدولية      | ?                    | ?                  |
|             | مؤسسة التمويل الدولية              | 15 أكتوبر 1991       | 1 ديسمبر 2003      |
|             | البنك الدولي للإنشاء والتعمير      | 15 أكتوبر 1991       | 28 سبتمبر 1981     |
|             | الاتحاد الدولي للاتصالات           | 2 يونيو 1922         | 15 سبتمبر 1988     |
|             | يونسكو                             | 16 أكتوبر 1958       | 13 أبريل 1982      |

## وصلات خارجية
- موقع وزارة الخارجية الألبانية
- موقع وزارة الخارجية البوتانية